# Christian Künast
Christian Künast (* 7. März 1971 in Landshut) ist ein ehemaliger deutscher Eishockeytorwart. Er ist seit 2020 sportlicher Verantwortlicher des Deutschen Eishockey-Bundes.

## Karriere
Christian Künast begann seine Profikarriere 1989 beim EV Landshut und war seitdem in der obersten deutschen Spielklasse aktiv. Hier kam er als zweiter Torhüter hinter Bernhard Englbrecht und Petr Bříza bis 1995 jedoch nur zu wenigen Einsätzen und wechselte 1995 zu den Kaufbeurer Adlern, wo er sich für die Nationalmannschaft empfahl.
1997 rückte er durch den Wechsel nach Mannheim erneut auf die Position des Ersatztorhüters, dieses Mal hinter Mike Rosati, gewann jedoch mit dem Team seine erste Meisterschaft. Nach dem Titelgewinn ging Künast 1998 nach Landshut zurück und zog mit dem DEL-Team zunächst nach München und später nach Hamburg um. In München folgte 2000 auch seine zweite Meisterschaft. 
Christian Künast spielte ab der DEL-Saison 2004/05 für die Hannover Scorpions und beendete seine aktive Karriere vor der Saison 2007/08 bei den Scorpions, bei denen er zwei Jahre das Amt des Co-Trainers von Hans Zach innehatte.
Künast nahm an zwei Weltmeisterschaften für Deutschland teil, 1996 und 2001. 2001 war er sogar die Nummer 1 der deutschen Auswahl. Bei den Olympischen Spielen 2002 gehörte er ebenfalls zum Kader und machte 2 Spiele.
Ab 30. November 2011 bis zu deren Zwangsabstieg im Frühjahr 2013 war er Cheftrainer der Hannover Indians aus der 2. Bundesliga. Von August 2013 bis Juli 2015 war er Cheftrainer der Nachwuchsmannschaften des EHC Straubing. Anschließend trainierte er bis Ende 2018 die U20-Nationalmannschaft der Herren. Von Januar 2019 bis April 2021 trainierte er die deutsche Eishockeynationalmannschaft der Frauen. Im Dezember 2020 wurde er zunächst Interims-Sportdirektor des Deutschen Eishockey-Bundes und übernahm im April 2021 die Aufgabe dauerhaft. Im Sommer 2025 wurde er zum Sportvorstand des DEB berufen.

## Erfolge und Auszeichnungen
- 1998 Deutscher Meister mit den Adler Mannheim
- 2000 Deutscher Meister mit den München Barons
- 2002 Teilnahme am DEL All-Star Game

## Familie
Künast ist der Schwager von Marco Sturm.